# نیکولا فرانچچین
نیکولا فرانچچین (انگلیسی: Nicola Franceschina؛ زادهٔ ۲۶ مهٔ ۱۹۷۷) اسکیت‌باز سرعت اهل ایتالیا است.